# 拉格 (音樂)
拉格（英文：Raga, 亦稱作 raag, raaga, ragam)，簡單來說是印度古典音樂旋律所用的調式，但這個字直譯為「色彩」、「色相」，亦可以解作「美」、「旋律」。
拉格由四個或以上的音高組成，而利用拉格可以構成不同的旋律。但拉格不僅是調式，也同時也決定每個音是怎樣演繹，每個拉格有獨特的感情和氣氛。傳統上，拉格會在特定的季節和時間演奏。而除了北印度古典音樂和南印度古典音樂，印度的電影及流行音樂亦常常會應用拉格。
鹿特丹音樂學院的學者 Joep Bor 將拉格形容為「有調性的框架，用以作曲及即興演奏」。美國加州大學洛杉磯分校的民族音樂學者 Nazir Jairazbhoy 認為拉格的特性是：音階、上行和下行的走勢、省略的音、強調的音和音區、每個音的音準(是否略高或略低)以及裝飾的手法。

## 字義的變遷
拉格來自梵文，原意是「染色」，亦指在情緒對心境的影響。因為印度人相信人的心境是空性的，故此情緒就像心靈上的一層染色。在梵文史詩摩訶婆羅多形容拉格為激情、愛、慾望和歡欣。後來在迦梨陀娑的著作和五卷書中，拉格被用來形容歌曲和人聲之美。在公元五至八世紀之間的音樂理論著作Brihaddeshi之中首次將拉格定義為一組悅耳的音高。

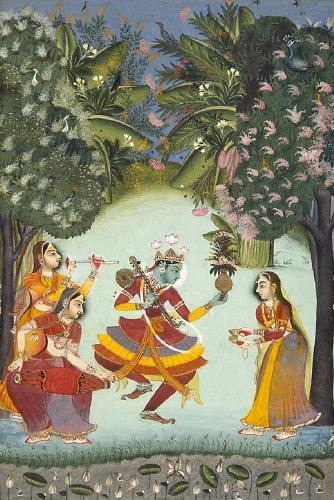
瓦桑特拉格尼(Vasant Ragini)，拉格瑪拉圖畫，拉賈斯坦邦拉傑普特哥打，1770年。瓦桑特是春天的拉格。圖中描繪印度教的神祇黑天和侍女跳舞

## 和時間的關係
很多北印度的拉格傳統上是在特定的季節，和一日之中特定的時間演奏，例如Malhar及相關的拉格傳說能夠帶來雨水。但現在因為音樂會多數在晚上舉行，一個音樂會中可能演奏幾套不同的拉格，通常已不會按照傳統的規範。

## 音階的組成
拉格以四至七個音高(swara)組成，故此有四聲音階(surtara rāgas)、五聲音階(audava rāgas)、六聲音階(shaadava rāgas)和七聲音階(sampurna rāgas)。有些拉格上行和下行的音階不同，可以稱為曲折拉格(vakra rāgas)。印度音樂習慣以 Sa Re Ga Ma Pa Dha Ni 來稱呼從低到高的音，和西方音樂的音名(Solfege)類似，但和西方音名不同的是，在不同的拉格裏，這些音會升高或降低，而仍然以同一個字去稱呼。

## 南北的差異
北印度古典音樂（Hindustani Music，音譯為印度斯坦尼音樂，或興都斯坦尼音樂)和南印度古典音樂(Carnatic Music，音譯為卡納提克音樂)所用的拉格有差異，有一些是共同的，亦有不少是名稱一樣，音調有異，亦有不少是音調相近，但名字不同。已知的拉格名字有幾百種，常用的亦有七十多種。在北印度，音樂理論家(Vishnu Narayan Bhatkhande, 1860–1936)將這些繁多的拉格歸類為十種音階。南印度用一種較古老和細緻的分類，將之歸類為七十二種基本拉格(melakarta rāgas)。在北方，音樂家很著重音律和音準，即使只有微分音的差異也會被稱為不同的拉格。由於印度音樂是師徒父子相承，口傳心授，故此各地區有不同的風格。有些拉格隨著時代亦轉變了。

### 南印度的拉格
在南印度，亞納克拉格(Janaka rāgas)是含有所有七個音的音階，並可以歸類為基本拉格(melakarta rāgas)。而從七個音之中僅抽取部份音高的音階，稱為衍生拉格(Janya rāgas)。

## 拉格與拉格尼

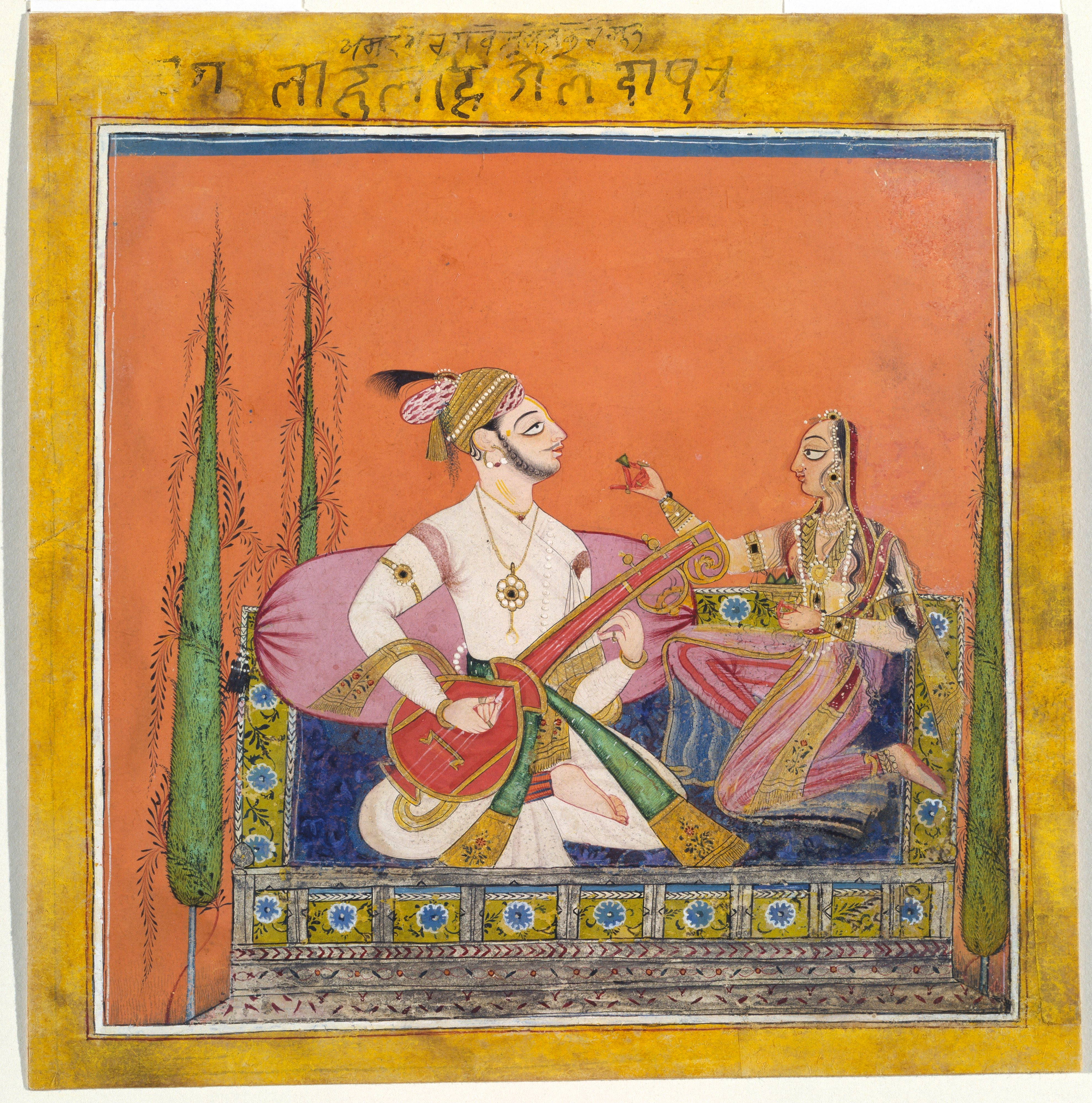
Basohli繪畫的 Ragaputra Velavala，白拉瓦拉格(Bhairava raga)的兒子。

十四世紀有些印度文學作品，和後來的拉格瑪拉(Rāgamala)圖畫開始將拉格擬人化，形容拉格為半神半人。有六位雄性的拉格，每個拉格有相對的妻子拉格尼(Rāginī)，更有兒子及媳婦。但其實拉格和拉格尼，並無直接的關係，故此現在這種區分已經不再流行。
拉格瑪拉(Ragamala)，直譯是拉格的花環，是描繪拉格的藝術作品，從十六世紀開始流行，將拉格描繪為天神、王子和貴族婦女，描繪他們相思、愛慕和享樂的畫面。

## 外部連結
- A step-by-step introduction to the concept of raga for beginners （页面存档备份，存于）
- Rajan Parrikar Music Archive – detailed analyses of ragas backed by rare audio recordings （页面存档备份，存于）
- Comprehensive reference on raagas （页面存档备份，存于）
- Krsna Kirtana Songs Ragamala – an informative database with over ninety rāgas (audio clips coming soon), tutorial on the North Indian notation system, rāga classification, and explanation of how rāgas work.
- Hindustani Raga Sangeet Online （页面存档备份，存于） A rare collection of more than 800 audio & video archives from 1902. Radio programs dedicated to famous ragas.
- Online quick reference of rāgams （页面存档备份，存于） in Carnatic music.
- Basics of Hindustani Classical Music for Listeners: a downloadable PDF （页面存档备份，存于）, and an online video talk.
- ONLINE Data Base of 1200+Ragas with user-friendly Search Tools and Illustrative Audio Samples （页面存档备份，存于）